# Morozivka, Ceaplînka
Morozivka (în ucraineană Морозівка) este un sat în comuna Baltazarivka din raionul Ceaplînka, regiunea Herson, Ucraina.

## Demografie
Componența lingvistică a localității Morozivka
     Ucraineană (49,13%)
     Rusă (2,91%)
Conform recensământului din 2001, nu exista o limbă vorbită de majoritatea populației, aceasta fiind compusă din vorbitori de ucraineană (49,13%) și rusă (2,91%).